# Esc.rec.
Esc.rec. is een onafhankelijk platenlabel uit Deventer, Nederland. Opgericht in 2004 door Harco Rutgers. Volgens Gonzo (circus) magazine behoort Esc.rec. tot de honderd labels die de afgelopen jaren het karakter van de onafhankelijke muziekindustrie in België en Nederland hebben bepaald.
Artiesten die muziek uitbrachten op dit label zijn o.a. Apricot My Lady (Adam Bohman, Jonathan Bohman, Anne LaBerge en Lukas Simonis), Dion, Edwin van der Heide, Gareth Davis, Gluid, Goem, Jeroen Diepenmaat, Jos Smolders, Machinefabriek, Marcus Fjellström, Michael Fakesch (Funkstörung), Paul de Jong (The Books), Quench, Radboud Mens, Roel Meelkop, Staplerfahrer, Stijn, Wouter van Veldhoven.
Naast het uitbrengen van muziek (vaak bijzonder vormgegeven, gelimiteerde uitgaves), ontwikkelt en steunt Esc.rec. een aantal gerelateerde activiteiten, zoals de Ass-crack Stage-hack (ACSH) concerten, The Diamond Exchange en ~DIF (een samenwerking met Kunstenlab). Dit gebeurt op verschillende locaties, waaronder het eveneens door Harco Rutgers opgerichte en direct aan Esc.rec. gelieerde mini-podium De Perifeer, waar artiesten ook een periode als artist in residence kunnen werken aan bijzondere uitgaves en optredens.
Artiesten die optraden tijdens door Esc.rec. georganiseerde concerten, maar nog geen uitgaves hebben op dit label, zijn o.a. Cathy van Eck, Coolhaven, Der Wexel, Eugene Chadbourne, Greg Haines, James Blackshaw, John Dear Mowing Club, Jozef van Wissem, Ottoboy, Paolo Angeli, Pfaff, Shackle (Anne LaBerge en Robert van Heumen), Soccer Committee, THU20, Wilbert de Joode, Wolter Wierbos, Yan Jun, Yuri Landman.